# Staatsliga (Feldhandball) 1965
Die Österreichische Feldhandballmeisterschaft 1965 wurde vom Österreichischen Handballbund ausgerichtet und im Feldhandball ausgespielt.
Die Meisterschaft der Herren war ein Duell zwischen Aufsteiger Rapid und Titelverteidiger ATSV Linz, welches erst am letzten Spieltag im direkten Aufeinandertreffen entschieden wurde. Dank einer famosen Leistung von Josef Steffelbauer, der 14 Tore beim 21:14-Sieg warf, konnte die Linzer zum bereits neunten Male österreichischer Handballmeister werden.
| Pl. | Herren 1964–65           | Sp. | S  | U | N  | Tore    | TQ/Diff. | Punkte |
| --- | ------------------------ | --- | -- | - | -- | ------- | -------- | ------ |
| 1.  | ATSV Linz                | 14  | 11 | 0 | 3  | 185:130 |          | 22     |
| 2.  | SK Rapid Wien            | 14  | 9  | 1 | 5  | 151:125 |          | 19     |
| 3.  | UHK Eggenburg            | 13  | 8  | 0 | 5  | 113:124 |          | 16     |
| 4.  | ATUS Bruck               | 14  | 8  | 0 | 6  | 100:117 |          | 16     |
| 5.  | UHK West Wien            | 14  | 6  | 0 | 8  | 159:164 |          | 12     |
| 6.  | ATSE Waagner Biro Graz   | 14  | 5  | 1 | 8  | 147:150 |          | 11     |
| 7.  | Sportunion Edelweiß Linz | 14  | 4  | 0 | 9  | 139:145 |          | 8      |
| 8.  | ATSV Urfahr              | 13  | 3  | 0 | 10 | 88:136  |          | 6      |